# Kielsnavelmotmot
De kielsnavelmotmot (Electron carinatum) is een vogel uit de familie Momotidae (motmots).

## Verspreiding en leefgebied
Deze soort komt voor van zuidelijk Mexico tot noordelijk Costa Rica.

## Status
De grootte van de populatie wordt geschat op 1500-7000 volwassen vogels en dit aantal neemt af door verlies aan geschikt habitat. Op de Rode lijst van de IUCN heeft deze soort de status kwetsbaar.